# Джованні Гуерріні
Джованні Гуерріні (італ. Giovanni Guerrini, нар. 25 червня 1960, Террануова-Браччоліні) — італійський футболіст, що грав на позиції захисника.
Виступав, зокрема, за клуби «Фіорентина», «Сампдорія» та «Комо», а також молодіжну збірну Італії.

## Клубна кар'єра
Народився 25 червня 1960 року в місті Террануова-Браччоліні. Вихованець футбольної школи клубу «Фіорентина». Дорослу футбольну кар'єру розпочав 1979 року в основній команді того ж клубу, в якій провів два сезони, взявши участь у 39 матчах Серії А. Дебютував в Серії А 9 грудня 1979 року проти «Кальярі» (2:1)
1981 року перейшов у «Сампдорію» і в першому ж сезоні допоміг команді вийти в Серію А, де провів ще два сезони. Більшість часу, проведеного у складі «Сампдорії», був основним гравцем захисту команди.
1984 року уклав контракт з клубом «Комо», у складі якого провів наступні три роки своєї кар'єри гравця у Серії А.
Згодом з 1987 по 1990 рік грав у складі нижчолігових клубів «Барлетта» та «В'яреджо».
Завершив професійну ігрову кар'єру у клубі Серії D «Колліджана», за команду якого виступав протягом сезону 1990/91 років.
За свою кар'єру він зіграв 118 матчів у Серії А (5 голів), а також 91 матчів у Серії Б (6 голів).

## Виступи за збірні
1980 року залучався до складу олімпійської та молодіжної збірної Італії і він взяв участь у молодіжному чемпіонаті Європи 1980 року. На молодіжному рівні зіграв у 6 офіційних матчах, забив 1 гол.